# 중공축 평행카르단 구동방식

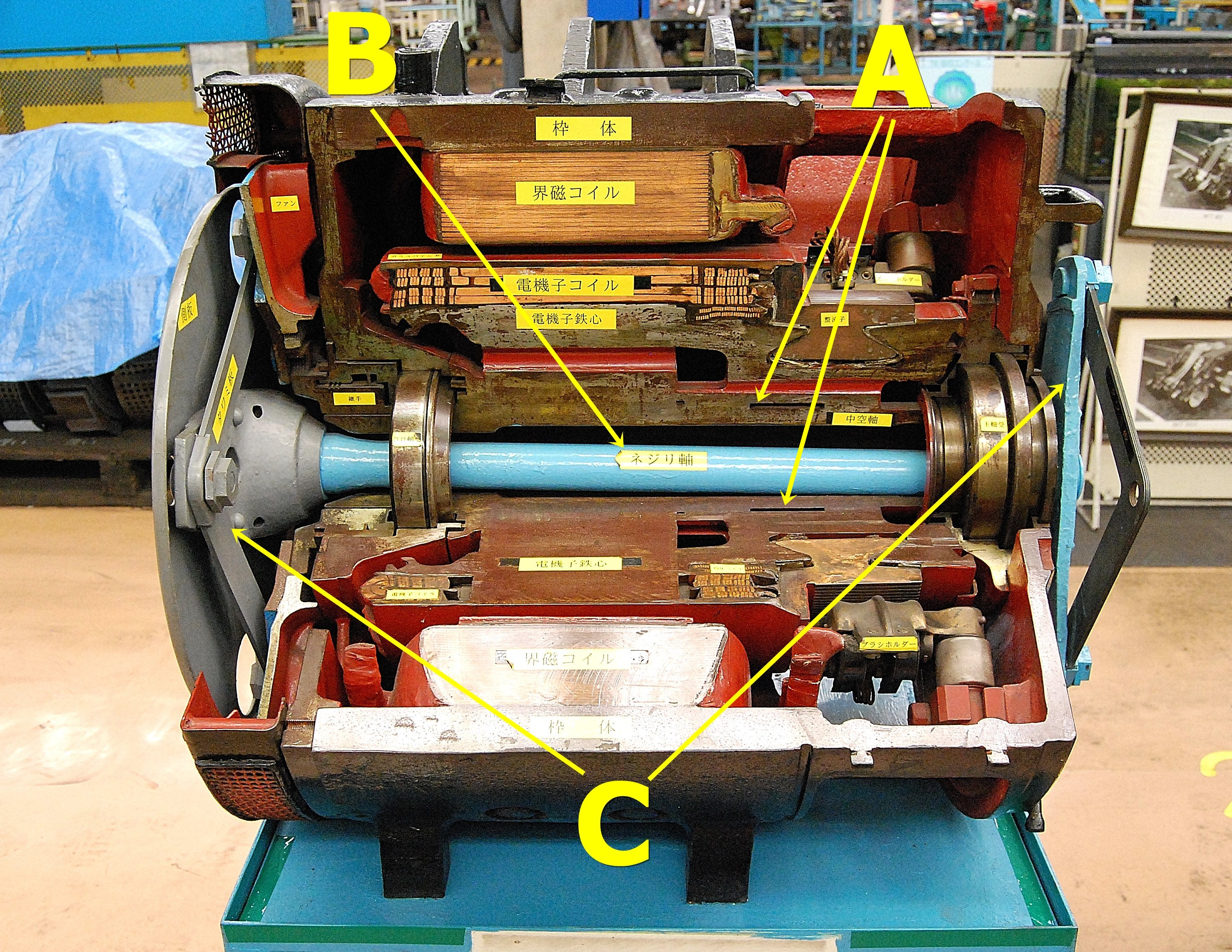
중공축 평행카르단 구동방식이 사용된 MT55형 직류전동기의 컷 모델. A가 중공축·B가 구동축·C가 굴곡판 커플링

중공축 평행카르단 구동방식은 전동차의 전동기 구동방식 중, 카르단 구동방식의 일종이다. 1941년 스위스의 전기 메이커 브라운 보베리가 개발한 디스크 드라이버 방식이 원형으로 여겨진다.
전동기는 차축에 평행 배치하여 대차에 고정한다. 전동기축을 굵은 중공축 구조로 하여, 여기에 한 개의 구동축을 더 설치한다. 구동축의 한쪽 끝 부분에 유니버설 조인트를 개입시켜 안의 축을 구동하며, 전동기의 반대측을 실질적인 출력구로 한다. 이러한 구조에 의해 차이의 각도를 극복하여 폭을 넓히지 않고 조인트의 변동폭을 작게 할 수 있다.
전동기의 직경은 커지지만, WN 평행카르단 구동방식에 비해 전기자축 방향의 폭을 좁게 할 수 있기 때문에 협궤 철도에 적절하다.
국내에서는 서울메트로 1000호대 저항제어 전동차, 한국철도공사 1000호대 전동차와, 지금은 퇴역한 우등형 전기 동차가 이 구동방식을 사용하고 있으며, 그 이후로는 대부분의 전동차들이 WN 평행카르단 구동방식으로 전향하였다.

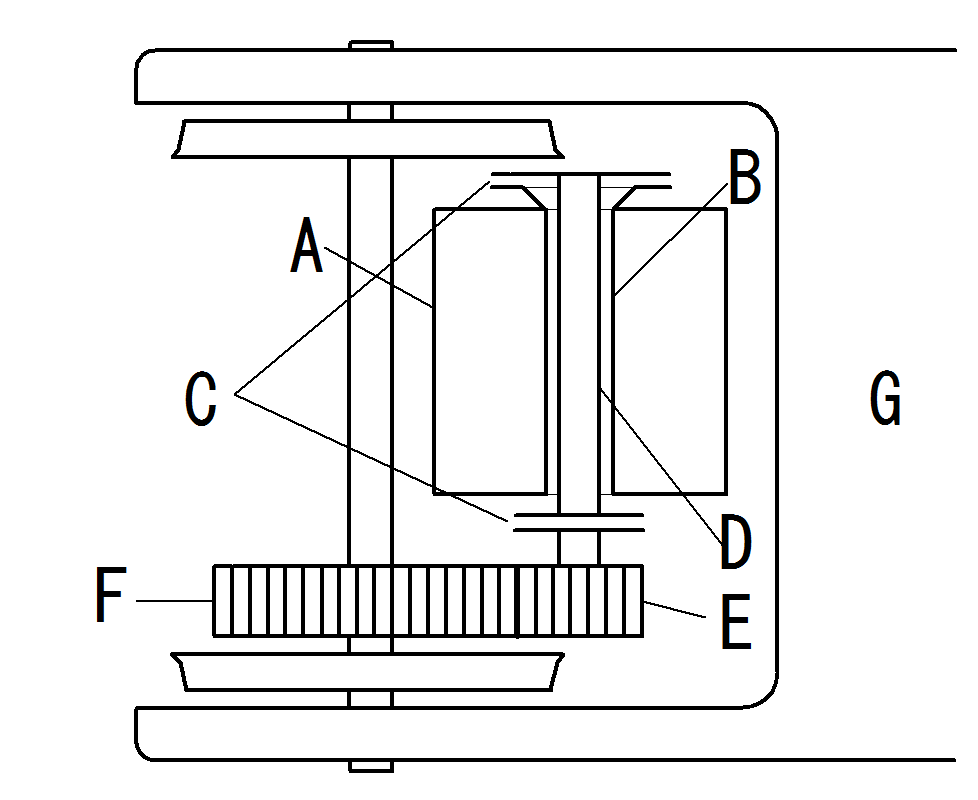
중공축 평행카르단 구동방식을 위에서 본 그림.
A모터(대차 프레임에 지지), B중공축(전기자축), C타와미판 조인트, D비틀림축, E소치차, F대치차

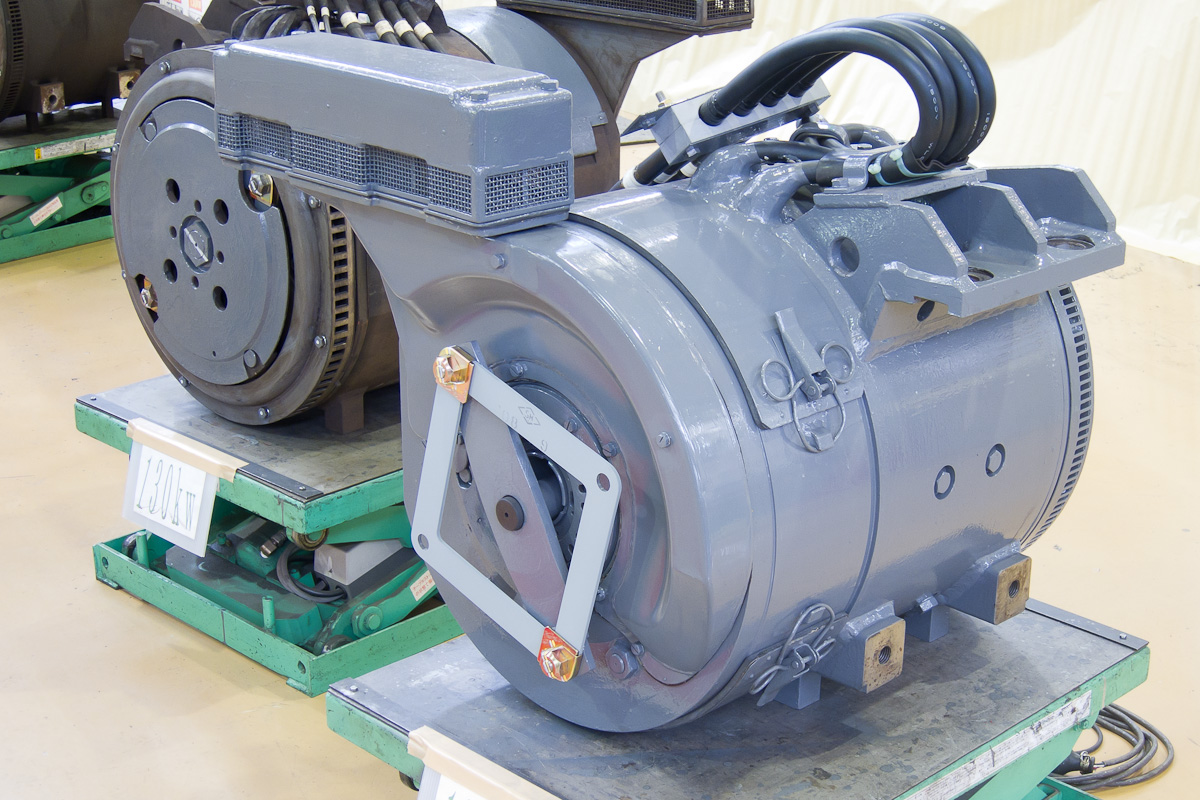
중공축 평행카르단 구동방식의 150kW 직류직권전동기. 출력축에 굴곡판 커플링이 고정된 상태

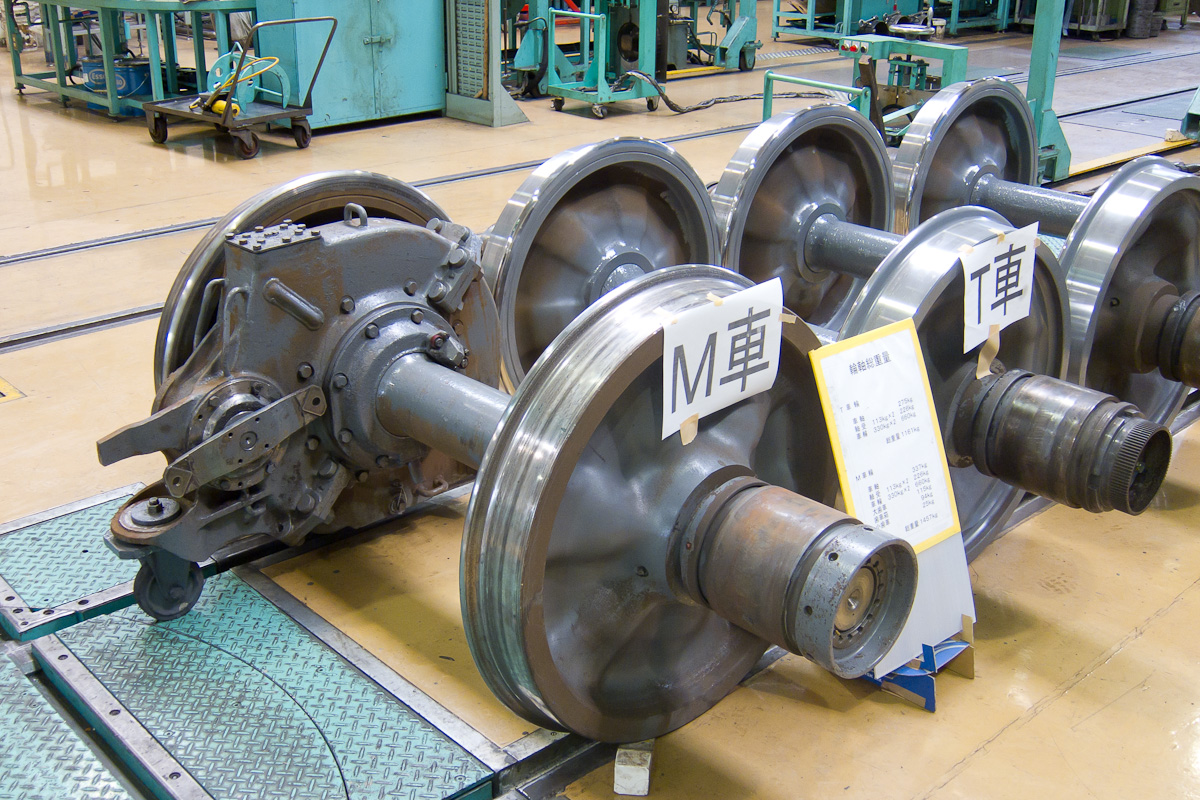
중공축 평행카르단 구동장치가 붙은 차축

## 같이 보기
- 카르단 구동방식
- 직각 카르단 구동방식
- WN 평행카르단 구동방식
- TD 평행카르단 구동방식